# Strange Music
«Strange Music» — альбом Антона Шандора Лавея, выпущенный в 1994 году на лейбле Amarillo Records.

## Трек-лист
| №                   | Название                                      | Длительность |
| ------------------- | --------------------------------------------- | ------------ |
| 1.                  | «Thanks For the Memory»                       | 3:42         |
| 2.                  | «Strange Music»                               | 3:18         |
| 3.                  | «Temptation»                                  | 5:05         |
| 4.                  | «Start the Day Right»                         | 1:46         |
| 5.                  | «One for My Baby (and One More for the Road)» | 3:57         |
| 6.                  | «The Year of Julilbo»                         | 1:54         |
| 7.                  | «Gloomy Sunday»                               | 4:32         |
| Общая длительность: | Общая длительность:                           | 24:14        |